# Secretaria de Orçamento Federal
A Secretaria de Orçamento Federal (SOF) é um órgão vinculado ao Ministério do Planejamento e Orçamento do Brasil, que coordena a elaboração do orçamento da União, acompanhando se as metas fiscais serão atingidas.
À Secretaria de Orçamento Federal compete o papel de coordenar, consolidar e supervisionar a elaboração da Lei de Diretrizes Orçamentárias - LDO e da Lei Orçamentária Anual da União - LOA, compreendendo os orçamentos fiscal e da seguridade social; estabelecer as normas necessárias à elaboração e à implementação dos orçamentos federais sob sua responsabilidade; e proceder, sem prejuízo da competência atribuída a outros órgãos, ao acompanhamento da execução orçamentária.

## História
A história da Secretaria teve início em 1967, quando pelo Decreto Lei nº 200, de 25 de fevereiro, foi criado o Ministério do Planejamento e Coordenação Geral que estabelecia como sua área de competência a programação orçamentária e a proposta orçamentária anual. Em março de 1971, com a publicação da Portaria nº 20, a então Subsecretaria de Orçamento e Finanças passou a ter atribuição de órgão central do sistema orçamentário. No ano seguinte, com a publicação da Portaria nº 46 de 14 de junho de 1972, passou a ser a Secretaria de Orçamento e Finanças - SOF.
A sigla SOF se manteve, desde então, apenas por um curto período – entre 1990 e 1992, quando esteve vinculado ao Ministério da Economia, Fazenda e Planejamento – o órgão foi denominado de Departamento de Orçamento da União. Porém, com a publicação da Medida Provisória 309 em 16 de outubro de 1992, a SOF voltou a ser secretaria, subordinada à Presidência da República.
Em 1996, tornou-se órgão específico e singular do então Ministério do Planejamento e Orçamento, criado por meio do Decreto 1.792. Em 2006, com o Decreto 5.719, a SOF foi inserida na estrutura regimental do Ministério do Planejamento, Orçamento e Gestão. Em 2010, foi publicada a estrutura regimental do Ministério do Planejamento, Orçamento e Gestão que foi atualizada em 2014 com a publicação do Decreto 8.189. Em 2019, com a publicação do Decreto 9.679/2019, a SOF torna-se parte da estrutura do Ministério da Economia. Em 2023, a SOF foi inserida na estrutura do Ministério do Planejamento e Orçamento.